# عبدالله تمیمی
عبدالله تمیمی سردار سپاه پاسداران ، قاضی بازنشسته و  نمایندهٔ دورهٔ نهم مجلس شورای اسلامی و عضو کمیسیون انرژی مجلس شورای اسلامی از حوزهٔ انتخابیهٔ شادگان در استان خوزستان است.